# Paul Rodgers
Paul Rodgers (Middlesbrough, Inglaterra; 17 de diciembre de 1949) es un cantante británico-canadiense, fundador de Free y Bad Company. Ambas bandas disfrutaron del éxito internacional en la década de 1970. Antes de establecer su carrera en solitario, fue miembro de The Firm y The Law. Entre 2005 y 2009 se reunió con dos miembros de Queen, formó la alineación Queen + Paul Rodgers, con la cual salió de gira y grabó un álbum. Se le ha dado el apodo de "The Voice" (La Voz). Ha sido calificado en el puesto #55 del ranking "Los 100 Grandes Cantantes de Todos los Tiempos" de Rolling Stone. Figura en el puesto 9 de Los 100 mejores vocalistas del Metal de todos los tiempos.

## Biografía

### Década de 1960: Free
Rodgers nació en Middlesbrough, ciudad del norte de Inglaterra. Tocaba el bajo (luego tomaría el rol de cantante) en la banda local The Roadrunners, la cual poco antes de trasladarse desde Middlesbrough hacia la escena musical de Londres cambió su nombre a The Wildflowers. Otros miembros de esta banda fueron Micky Moody (futuro integrante de Whitesnake) y Bruce Thomas (quien después tocaría con Elvis Costello and The Attractions). Rodgers apareció en la escena musical británica en 1968 como cantante y compositor en la banda de blues-rock Free. En 1970, lideraron los rankings radiales a nivel internacional con All Right Now, que Rodgers escribió junto al bajista del grupo Andy Fraser. Llegó al primer puesto en una veintena de países; en 1990 fue reconocida por ASCAP tras recibir más de 1 millón de emisiones radiales solo en Estados Unidos. La canción tuvo un papel fundamental en la introducción del estilo de Rodgers, mientras ayudaba a establecer el sonido blues-rock de la invasión británica. Por entonces, las actuaciones de Free y Led Zeppelin eran las más aclamadas en Gran Bretaña. Free publicó cuatro álbumes que estuvieron en los 5 primeros lugares de las listas, los cuales traían una combinación de blues, baladas y rock. En 2000 la Industria Musical Británica entregó a Rodgers la distinción Multi Million Award cuando All Right Now sobrepasó los 2 millones de emisiones en las radios británicas. Después de la separación de Free, Rodgers formó el breve trío Peace en el cual tocaba guitarra y era su vocalista. Aunque Peace ensayó y grabó algunos demos, ninguno fue publicado antes que Rodgers formara Bad Company.

### Década de 1970: Bad Company
Paul Rodgers formó su siguiente banda, Bad Company, con Mick Ralphs, guitarrista fundador de Mott the Hoople. Rodgers dijo: "Mick y yo tratábamos de buscar nombres para la banda. Cuando lo llamé y le dije 'Bad Company', me colgó".
Bad Company tuvo giras exitosas desde 1973 hasta 1982, y tuvo varios éxitos tales como "Feel Like Makin' Love", "Can't Get Enough", "Shooting Star", "Bad Company" y "Run With The Pack", entre otras. Rodgers también mostró su talento instrumental en varias canciones, como las ya mencionadas "Bad Company" y "Run With The Pack", donde ejecuta el piano; "Rock And Roll Fantasy" en guitarra; y en la balada "Seagull" donde Rodgers tocaba todos los instrumentos. Bad Company logró 6 discos de platino hasta que, en la cúspide de su fama, Rodgers dejó la banda en 1982 para dedicar más tiempo a su familia.

### Década de 1980: debut solista y The Firm
A principios de la década, surgió el rumor de que Paul Rodgers cantaría con The Rossington-Collins Band (integrada por los sobrevivientes de Lynyrd Skynyrd). En octubre de 1983, tras su salida de Bad Company, Rodgers publicó su primer álbum en solitario Cut Loose, en el cual figura como autor y compositor de todos los temas e incluso ejecutó la totalidad de los instrumentos. El álbum alcanzó un decepcionante puesto #135 en el ranking Billboard's Pop Albums.
Cuando su amigo Jimmy Page comenzó a frecuentar su residencia -con guitarra en mano y Led Zeppelin en el pasado-, la primera aparición en vivo del dúo fue en la gira US ARMS (Action Research into Multiple Sclerosis - Fundación de Investigación para la Esclerosis Múltiple, primera institución de caridad apoyada por la música rock). La gira contó con la participación de Eric Clapton y, junto con Rodgers and Page, también participarían Jeff Beck, Joe Cocker, Steve Winwood, entre otros. La inspiración detrás de ARMS vino a través del miembro fundador de Small Faces/Faces, Ronnie Lane, quien padecía esclerosis múltiple. Esto incentivó a Rodgers y Page para formar un grupo llamado The Firm, el cual publicó dos álbumes (The Firm y Mean Business) y realizó dos giras mundiales. Ambas giras tuvieron una recepción regular. A pesar de ser fuertemente criticados, los álbumes de The Firm alcanzaron un moderado éxito de ventas y produjeron los éxitos radiales "Radioactive" (en el cual Rodgers tocó el solo de guitarra), "Satisfaction Guaranteed" y, en Gran Bretaña, "All The King's Horses".

### Década de 1990: The Law y su consagración como solista
En 1991, Rodgers formó, junto a Kenney Jones (exbaterista de Faces y The Who), la banda The Law, con la que publicó el álbum The Law, desde donde se extrajo el éxito Laying Down The Law escrito por Rodgers, alcanzó el primer puesto en las listas de éxitos orientados hacia el rock de Billboard, aunque el álbum solo logró el puesto #126 en sus listas de populares. Un segundo álbum -inédito- puede ser encontrado como bootleg, con frecuencia es llamado The Law II.
Rodgers reconoce la influencia de Jimi Hendrix al trabajar con Steve Vai, los miembros de Band Of Gypsys Buddy Miles y Billy Cox (donde participó Hendrix) y la London Metropolitan Orchestra, grabando la canción Bold As Love en el álbum tributo a Hendrix In From The Storm. Luego Rodgers reunió a Neal Schon (guitarrista de Journey) y publicaron The Hendrix Set, un disco en vivo de 5 canciones, grabado en 1993 con Rodgers interpretando canciones de Hendrix. Realizaron una gira por Canadá y Estados Unidos.
En 1993 publicó un nuevo álbum solista, Muddy Water Blues: A Tribute to Muddy Waters, nominado a los premios Grammy. Rodgers escribió la canción que da título al álbum; contó con la participación de guitarristas como Brian May, Gary Moore, David Gilmour, Jeff Beck, Steve Miller, Buddy Guy, Richie Sambora, Brian Setzer, Slash y Trevor Rabin, por nombrar algunos.
En 1994, para el 25º aniversario del Festival de Woodstock, Rodgers participó -casi cerrando la jornada- junto al baterista Jason Bonham, el bajista Andy Fraser (excompañero en Free) y los guitarristas Slash y Neal Schon como Paul Rodgers Rock and Blues Revue.
En 1995, formó una banda integrada por Jaz Lochrie como bajista, Jimmy Copley, baterista, y Geoff Whitehorn en guitarra. La "The Paul Rodgers Band" realizó una extensa gira por Europa, Estados Unidos y Reino Unido hasta 1998.
En 1997 publicó su álbum de estudio, Now, también publicado como parte de un disco doble, Now and Live, logró quedar dentro de los 30 primeros puestos internacionales. El sencillo Soul Of Love permaneció en más de 86 radioemisoras norteamericanas por seis meses. Su gira mundial de 1997 incluyó Rusia, Japón, Canadá, Estados Unidos, Reino Unido, Alemania, Francia, Rumania, Bulgaria, Israel, Brasil, Grecia y Argentina.
En 1999 Rodgers junto a Bad Company regresaron a los primeros puestos de los rankings norteamericanos BDS de Billboard con el sencillo Hey, Hey, una de las cuatro nuevas canciones de la antología The Original Bad Company Anthology, publicada ese año. El segundo sencillo, Hammer Of Love (escrito por Rodgers), alcanzó el puesto #2. Por primera vez en veinte años, todos los miembros originales de Bad Company salieron de gira por Estados Unidos.

### Década de 2000: carrera solista, Bad Company y Queen
Rodgers se focalizó en su carrera solista y en 2000 publicó Electric, su sexto álbum en solitario. En su semana de debut, el sencillo "Drifters" fue número 1 en las radios de rock de Estados Unidos dentro de las listas Most Added FMQB Hot Trax, número 2 en Most Added R&R Rock y número 3 en Most Added Album Net Power Cuts. "Drifters" permaneció en los 10 primeros lugares durante 8 semanas en las listas de rock de Billboard. Ese año, realizó conciertos repletos en Inglaterra, Escocia, Australia, Estados Unidos y Canadá. Después de su aparición en el programa televisivo Late Show with David Letterman en Nueva York, se reunió y ensayó con B.B. King. Comentó: "La emoción definitivamente no se ha ido... para mí. B.B. es un gigante del blues". Ese año, Rodgers, Jimmie Vaughan, Levon Helm, el blusero Hubert Sumlin, Johnnie Johnson, James Cotton y otros se presentaron en un tributo a Muddy Waters en Cleveland como Muddy Water Blues: A Tribute to Muddy Waters.
En la primavera de 2001 Rodgers retornó a Australia, Inglaterra y Escocia para una segunda manga de conciertos con llenos totales. Al verano siguiente, salió de gira por Estados Unidos con su antigua banda, Bad Company.
Rodgers y Bad Company publicaron su primer álbum y DVD en vivo, Merchants of Cool, en 2002. Incluyó todos los éxitos de la banda y el nuevo sencillo "Joe Fabulous" (escrito por Rodgers), el cual llegó al puesto #1 en Classic Rock Radio y Top 20 en las radios de rock popular de Estados Unidos. En su semana de lanzamiento, el DVD logró el tercer puesto en récord de ventas en Canadá, y cuarto puesto en Estados Unidos. La gira The Joe Fabulous Tour partió en este último país y logró llenos totales en el Reino Unido. Mientras, Rodgers se presentó con Jeff Beck en el Royal Festival Hall de Londres. Rodgers fue invitado por un antiguo fan suyo, el entonces primer ministro Tony Blair, para presentarse en la Conferencia del Partido Laborista. "Tuve al Partido Laborista completo cantando el estribillo de "Wishing Well", una canción que escribí cuando estaba en Free, ...'Love in a peaceful world'. 'Love in a peaceful world'... una y otra vez, esperanzados en aquellas palabras, sin embargo fuimos a la guerra", recuerda Rodgers. Durante 2002, Rodgers se presentó en dos oportunidades en el programa de televisión británico Top of the Pops 2.
En 2003, Rodgers comenzó una gira en solitario por primera vez en dos años, con 25 conciertos exclusivos para Estados Unidos. En su banda figuraban el guitarrista Howard Leese (antes, Heart), el bajista Lynn Sorensen y el baterista Jeff Kathan. El presentador de radio y televisión Jools Holland (de la BBC) invitó a Rodgers a grabar "I Told The Truth" para el álbum Small World Big Band de Holland; que incluyó participaciones de Eric Clapton, Ronnie Wood, Peter Gabriel, Michael McDonald y Ringo Starr entre otros. Esto permitió a Rodgers presentarse durante dos noches llenas en el Royal Albert Hall de Londres, junto a Holland y su orquesta de rhythm-and-blues de 18 músicos, y varias apariciones en programas de televisión británicos. Se presentó con Jeff Beck, interpretó canciones del catálogo antiguo de Beck (acompañado de músicos reconocidos, como John McLaughlin, Roger Waters y miembros de White Stripes) como parte de una larga serie semanal de conciertos benéficos inaugurados por Jeff Beck en el Royal Festival Hall en Londres.
A principios de 2004, Rodgers se unió a Mitch Mitchell y Billy Cox (ex-músicos de Jimi Hendrix), Buddy Guy, Joe Satriani, Kenny Olson (de Kid Rock), Jerry Cantrell (de Alice in Chains), la banda Double Trouble, Indigenous, Kenny Wayne Shepherd y la leyenda del blues Hubert Sumlin (músico de Howlin' Wolf y Muddy Waters), presentando tres conciertos con localidades agotadas en Seattle, Portland y San Francisco como "Experience Hendrix". Rodgers en solitario ofreció 25 conciertos en Estados Unidos y Canadá. En el otoño del mismo año, se presentó en el Wembley Arena de Londres como parte de una alineación "todas las estrellas" -formada por algunos de los más grandes guitarristas del mundo, tales como David Gilmour (quien tocó la Stratocaster #001), Ronnie Wood, Brian May, Joe Walsh y Gary Moore, entre otros-, para celebrar el 50.º aniversario de la guitarra Fender Stratocaster. Cantó y tocó con una guitarra Fender Stratocaster Jaguar personalizada.
En 2005 Rodgers fue invitado por The Four Tops para formar parte de su concierto (televisado y editado en DVD) de celebración de su 50.º aniversario en el Motown's Opera House, presentándose junto a Aretha Franklin, Dennis Edwards & The Temptations Revue, Sam Moore, Mary Wilson, Ashford and Simpson and The Four Tops. "La llamada de Duke Fakir de The Tops simplemente me dejó estupefacto. ¡He sido fan de ellos desde que era un muchacho y no tenía la menor idea de que ellos sabían que yo existía!", exclamaba Rodgers. Por años los medios y músicos contemporáneos se han referido a Rodgers como "The Voice" (La Voz), aunque el mismo Duke Fakir dice: "¡Paul Rodgers es el alma del Rock!".
A finales de 2004, después de una aclamada actuación televisiva en vivo, dos de los cuatro integrantes de la banda de rock británica Queen propusieron una colaboración con Rodgers, en la cual este tomaría el rol de vocalista para una posterior gira europea. Rodgers se unió al guitarrista Brian May y al baterista Roger Taylor -el vocalista Freddie Mercury había fallecido en 1991, mientras que el bajista original, John Deacon, se retiró de la industria musical en 1997-, bautizando a la alineación como Queen + Paul Rodgers, realizaron una gira mundial durante 2005 y 2006. Los músicos establecieron, incluso en la web de Brian May, "que Paul Rodgers estaría "presentándose con" Queen como "Queen + Paul Rodgers", y no reemplazando al desaparecido Freddie Mercury". La nueva banda publicó un álbum en vivo con canciones de Queen, Free y Bad Company, titulado Return of the Champions con un DVD. Ambas publicaciones contenían la grabación del concierto realizado en 9 de mayo de 2005 en el Sheffield Arena, de Sheffield, Inglaterra. El DVD incluye una interpretación en vivo de "Imagine", perteneciente al concierto del día 15 de julio en Hyde Park, Londres. "Para un verano glorioso" -opinó el crítico de música Sean Michaels- "todos estuvimos con Paul Rodgers". La banda publicó un sencillo que incluyó las versiones en vivo de las canciones "Reaching Out", "Tie Your Mother Down" y "Fat Bottomed Girls", extraídas del concierto en Sheffield. Otro DVD, Super Live in Japan, sería publicado en 2006 (solo en Japón), correspondiente al concierto del 27 de octubre de 2005 en el Saitama Super Arena en Saitama, Japón.

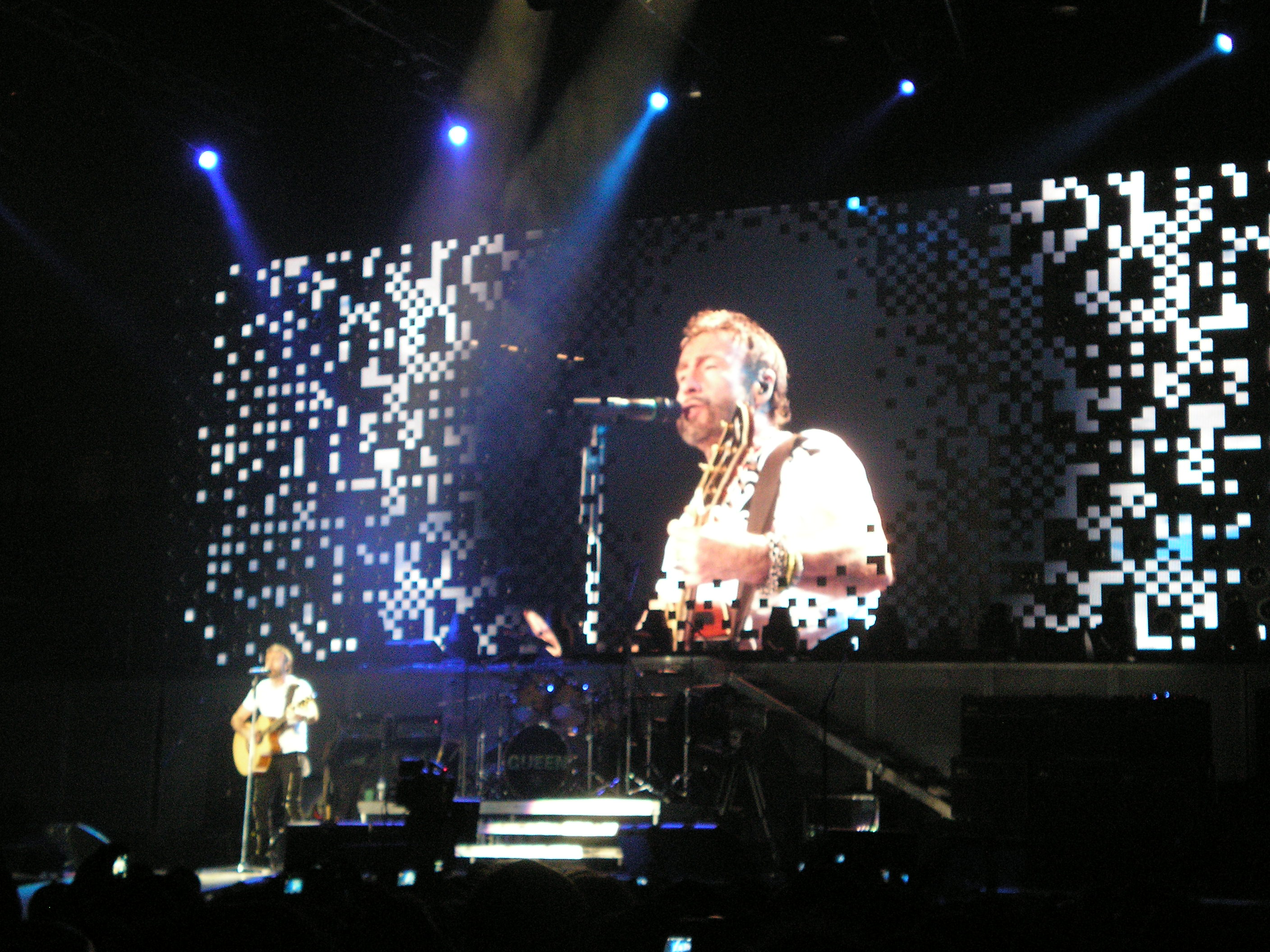
Paul Rodgers en un concierto con Queen en Madrid, 2008.

El 16 de septiembre de 2008 salió el primer álbum de estudio de esta formación. Algunas de sus canciones son "C-lebrity" y "Say it's not true".
Empezaron una gira mundial a principios de septiembre de 2008, pasando por países como España (Barcelona 22 de octubre, Murcia 24 de octubre y Madrid 25 de octubre ), Chile (Santiago, 19 de noviembre) y Argentina (Buenos Aires, 21 de noviembre). Durante la estadía en Chile, debido a su parecido físico con Chuck Norris, fue objeto de comparación con el actor. Durante la conferencia de prensa ofrecida a los medios chilenos, algunos en reiteradas oportunidades confundieron a Rodgers con Norris.
El 14 de mayo de 2009, Rodgers anunció el fin de la colaboración con Queen, dejó claro que nunca fue algo permanente, pero sin descartar futuras colaboraciones en eventos benéficos.

## Discografía

### En solitario
- Cut Loose (1983)
- Muddy Water Blues: A Tribute to Muddy Waters (1993)
- The Hendrix Set (live EP, 1993)
- Live: The Loreley Tapes (live album, 1996)
- Now (1997)
- Now and Live (2CD compilation, 1997)
- Electric (2000)
- Live in Glasgow (2007)
- The Royal Sessions (2014)

### Free
- Tons Of Sobs (1968)
- Free (1969)
- Fire And Water (1970)
- Highway (1970)
- Free Live! (1971) (álbum en vivo)
- Free At Last (1972)
- Heartbreaker (1973)
- The Free Story (1973)
- The Best Of Free (1991)

### Bad Company
- Bad Company (1974)
- Straight Shooter (1975)
- Run With the Pack (1976)
- Burnin' Sky (1977)
- Desolation Angels (1979)
- Rough Diamonds (1982)
- The Original Bad Company Anthology (1999)
- Merchants of Cool (2002)
- Hard Rock Live (2010)

### The Firm
- The Firm (1985)
- Mean Business (1986)
- The Firm Live at Hammersmith 1984 (1984) DVD de edición limitada
- Five From the Firm (1986) DVD

### The Law
- The Law (1991)
- The Law II (aún inédito)

### Queen + Paul Rodgers
- Return of the Champions (2005) CD/DVD
- Super Live in Japan (2006) DVD
- The Cosmos Rocks (2008) CD
- Live In Ukraine (2009) CD/DVD